# ФК Врањак
ФК Врањак је фудбалски клуб из места Врањак у Републици Српској, Босна и Херцеговина, који се у сезони 2018/19. такмичи у оквиру Друге лиге Републике Српске — група Запад.

## Историја
Клуб је основан 1975. Своје утакмице као домаћин игра на свом стадиону „Центар“ у Врањаку. Највеће успехе клуб је остварио пласманом у Другој лиги Републике Српске у којој је играо две сезоне. У сезони 2016/2017. ФК Врањак се тријумфом у Регионалној лиги Центар квалификовао у Другу лигу Републике Српске.